# Kirche von Långlöt

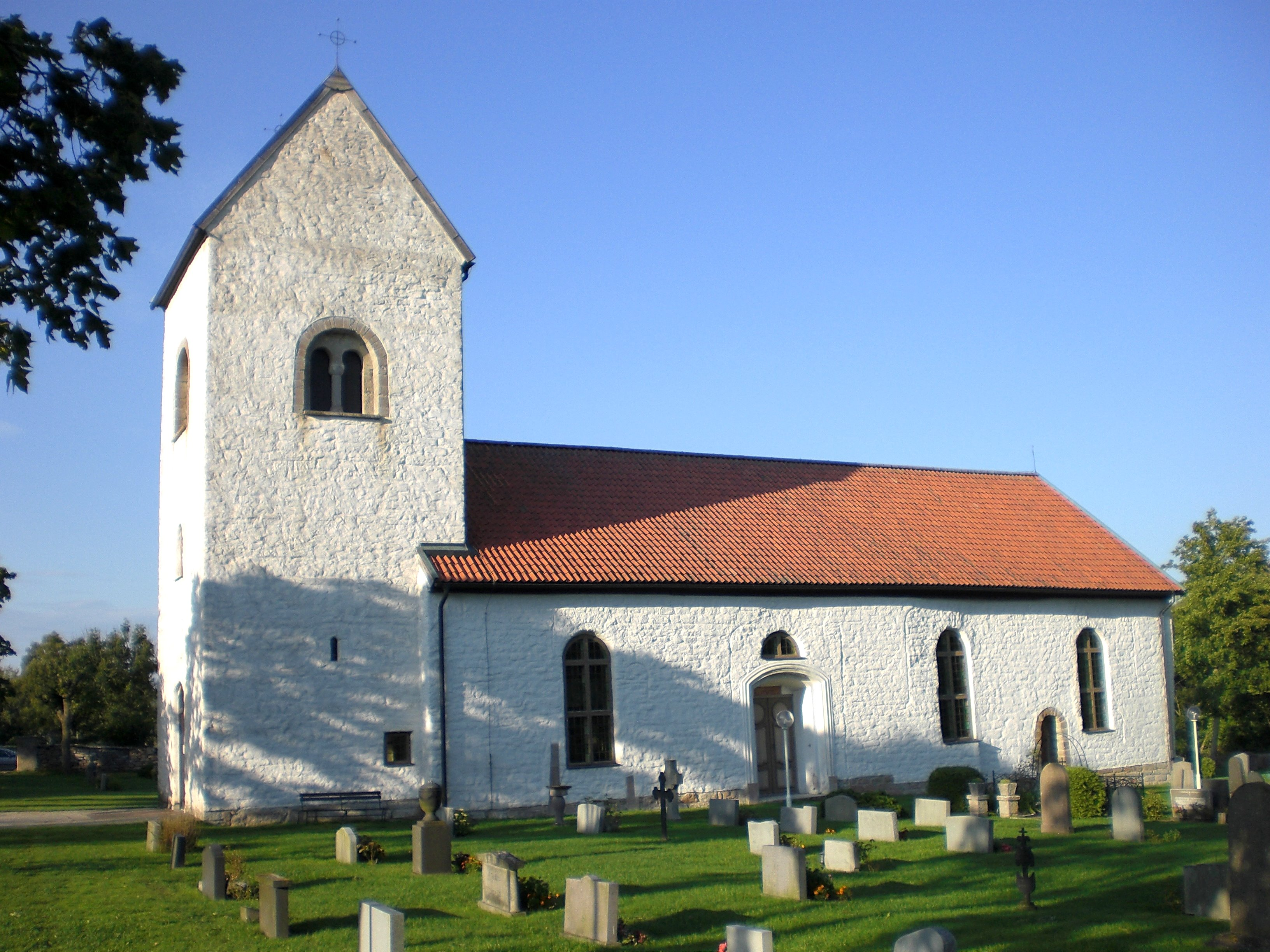
Kirche von Långlöt

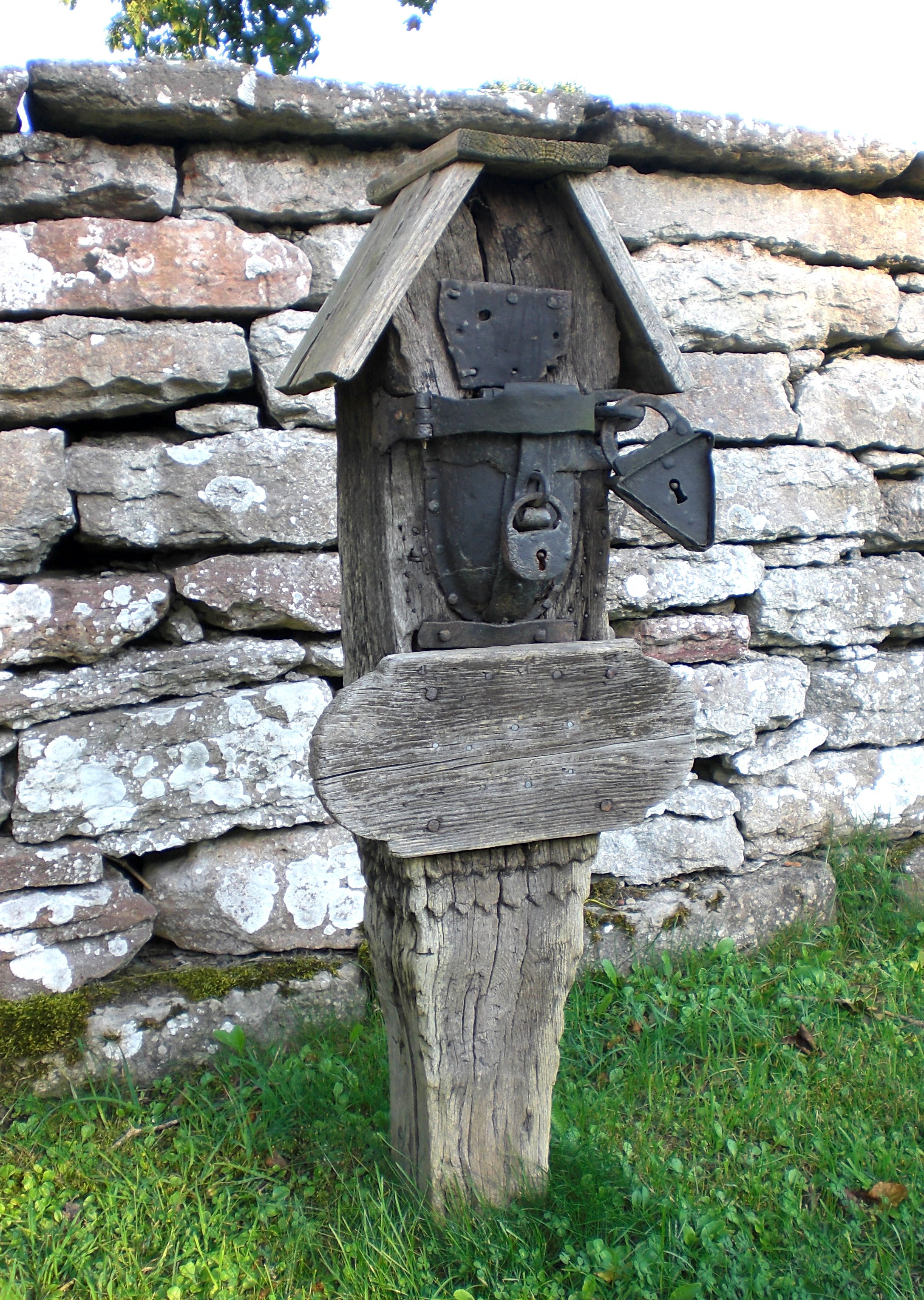
Almosenbehälter vor der Kirche

Die Kirche von Långlöt (schwedisch Långlöts kyrka) ist die Kirche des Ortes Långlöt an der Ostküste der schwedischen Ostseeinsel Öland.
Die aus dem Mittelalter stammende Kirche stellt unter den öländischen Kirchen eine Besonderheit dar, da der Kirchturm noch mit seiner mittelalterlichen Turmspitze erhalten ist. Dies ist sonst nur noch bei der Kirche von Persnäs der Fall.
Auch der die Kirche umgebende Friedhof ist in seiner ursprünglichen Form erhalten. Am westlichen Eingang zum Kirchhof steht noch ein historischer Sammelbehälter für Almosen für die Armen der Gemeinde.